# ساساکی تاکائوجی
ساساکی تاکائوجی (به ژاپنی: 佐々木 高氏 Sasaki Takauji)، ساساکی دویو، کیوگوکو دویو ; ۱ ژانویهٔ ۱۲۹۶ – ۱۲ سپتامبر ۱۳۷۳) سامورایی، و بوشی در دوره موروماچی اهل ژاپن بود.
ساساکی تاکائوجی در ولایت اومی به دنیا آمد، به مدت کوتاهی به نایب السلطنه هوجو تاکاتوکی خدمت کرد، قبل از اینکه به آشیکاگا تاکائوجی در تأسیس شوگون‌سالاری آشیکاگا و به امپراتور گودایگو  در تجدید حیات کنمو که به دنبال به دست آوردن مجدد قدرت واقعی بود،  کمک کند. ساساکی تاکائوجی در طول دوره خدمت خود به شوگون‌سالاری، به عنوان شوگو (فرماندار نظامی) شش استان خدمت کرد و تعدادی مناصب مهم دیگر را نیز داشت. او همچنین به خاطر شعرهای واکا (شعر) و رنگا شهرت داشت و ۸۱ شعر خود را به اولین گلچین امپراتوری رنگا، تسوکوباشو کمک کرد. او در حماسه تایهیکی به عنوان نمونه ای از ظرافت و تجمل، و به عنوان یک اشراف نظامی اساسی به تصویر کشیده شده است. او نمونه ای از ذائقه عجیب و غریب معروف به «باسارا» است که در آن «عشق به چیزهای خارق‌العاده و انباشته شدن اشیاء مهم بود» و میزبان رویدادهایی مانند رویداد بیست روزه تماشای گل در اوهارانو بود.
او با اعمال عجیب و غریب زیاد خود هر کاری می‌خواست انجام داد و از نظر سیاسی دو نسل، آشیکاگا تاکائوجی و آشیکاگا یوشی‌آکیرا، صادقانه خدمت کرد و همیشه در خط مقدم و به عنوان یک فرمانده نظامی فعال بود. همچنین تایهیکی که همان دوره را به تصویر می‌کشد، با به سلطنت رسیدن امپراتور گو-دایگو آغاز می‌شود و با مرگ آشیکاگا یوشی‌آکیرا به پایان می‌رسد، اما ساساکی دویا همیشه در طول داستان در خط مقدم قرار دارد و تقریباً تنها شخصیتی است که از این دوران از شروع تا پایان آجان سالم به در برده است. از این حیث می‌توان گفت که او نمادی از عصر جدید موروماچی است.